# Прича о Џипсију Тролману
„Прича о Џипсију Тролману” је српски  ТВ филм из 2006. године. Режирао га је Бранислав Кичић а сценарио је написао Душан Цветић.

## Улоге
| Глумац          | Улога                   |
| --------------- | ----------------------- |
| Срђан Тимаров   | Џипси Тролман, боксер   |
| Аљоша Вучковић  | Оскар, Тролманов тренер |
| Радмила Томовић | Елза                    |
| Ерол Кадић      | Тристан, СС официр      |
| Срђан Јовановић | Новинар                 |